# Carcharhinus plumbeus
Lo squalo grigio (Carcharhinus plumbeus (Nardo, 1827)) è una specie di squalo del genere Carcharhinus e della famiglia Carcharhinidae. Lo si trova in acque di più o meno tutto il globo. Caratteristica peculiare della specie è la prima pinna dorsale molto elevata.

## Aspetto

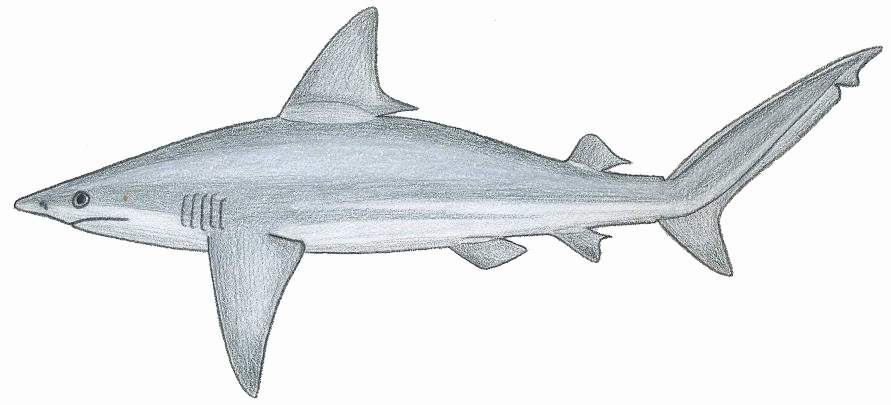
Disegno di uno squalo grigio.

Si tratta di una delle specie costiere più grandi, molto vicina al Carcharhinus obscurus, al Carcharhinus altimus ed al Carcharhinus leucas. La prima pinna dorsale è di forma triangolare e relativamente grande rispetto al corpo, visto che costituisce il 18% della massa di quest'ultimo. In genere il corpo è massiccio ed il muso arrotondato, nonché più corto di quello degli altri squali. I denti superiori sono dotati di cuspidi irregolari piuttosto appuntite. La seconda dorsale e la pinna anale sono più o meno della stessa altezza. Le femmine possono crescere sino a 2.2-2.5 metri, i maschi sino ad 1.8. il colore può variare da bluastro a grigio brunito sino al bronzo, con il ventre chiaro o bianco.

## Comportamento
Nuotano soli o in scuole di numero variabile suddivise per sesso. Sono attivi principalmente di notte, in modo particolare all'alba ed al tramonto.

## Habitat
Lo si trova spesso in acque sotto costa con fondali bassi, sabbiosi o fangosi, quali baie, estuari, porti o foci fluviali. Può tuttavia nuotare a profondità di 200 metri o più, come nelle zone intertidali.

## Areale
Abita le acque temperate e tropicali di tutto il mondo: nell'Atlantico occidentale dal Massachusetts al Brasile. I giovani sono numerosi presso Chesapeake Bay, che è probabilmente uno dei più importanti vivai per la specie nella East Coast degli USA. È particolarmente diffuso nel Pacifico centrale e occidentale. Presente anche nel Mar Mediterraneo, anche se per diversi fattori causati soprattutto dall'uomo negli ultimi decenni il numero di esemplari è, come per altre specie, diminuito drasticamente.

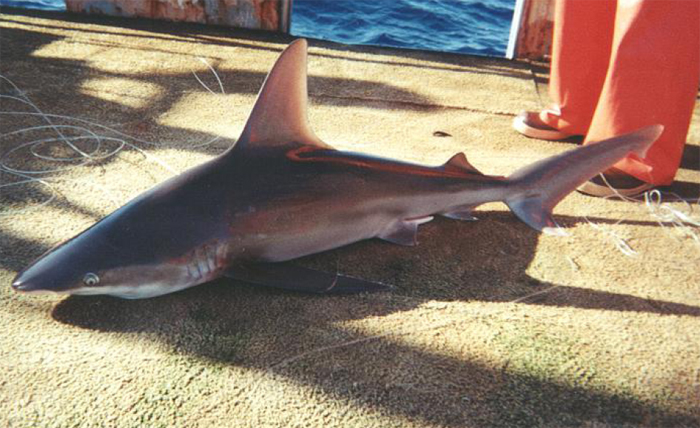
Esemplare catturato in acque atlantiche.

## Dieta
Si nutrono di pesci, razze e granchi. Possono divenire preda dello squalo tigre e più raramente anche del grande squalo bianco.

## Riproduzione
La specie è vivipara. La femmina si riproduce ogni due anni e partorisce da 8 a 10 squaletti dopo una gestazione di circa un anno.